# Großsteingrab Groß Below
Das Großsteingrab Groß Below ist eine megalithische Grabanlage der jungsteinzeitlichen Trichterbecherkultur bei Groß Below, einem Ortsteil von Bartow im Landkreis Mecklenburgische Seenplatte (Mecklenburg-Vorpommern).

## Lage
Das Grab befindet sich etwa 1,5 km südwestlich von Groß Below und etwa 300 m östlich der Tollense auf einer Wiese. In der näheren Umgebung gibt es zahlreiche Grabhügel.

## Beschreibung
Über ein Hünenbett oder eine steinerne Umfassung ist nichts bekannt. Der Typ der Grabkammer ist nicht bestimmbar.